# Ema Kajić
Ema Kajić (9. ožujka 1996.), hrvatska gimnastičarka i hrvatska državna reprezentativka.

## Sudjelovanja na velikim natjecanjima
- europska prvenstva

Sudionica europskog prvenstva koje se je održalo od 12. do 18. svibnja 2014. godine u Sofiji.
- svjetska prvenstva

- Olimpijske igre